# 中国共产党中央委员会党史和文献研究院
中国共产党中央委员会党史和文献研究院，简称中共中央党史和文献研究院，院内简称中研院，是中共中央直属事业单位。
中央党史和文献研究院主要负责研究马克思主义基本理论、马克思主义中国化及其主要代表人物，研究习近平新时代中国特色社会主义思想，研究中国共产党历史，编辑编译马克思主义经典作家重要文献、党和国家重要文献、主要领导人著作，征集整理重要党史文献资料等。

## 沿革
2018年3月中共中央印发的《深化党和国家机构改革方案》称，“组建中央党史和文献研究院。党史和文献工作是党的事业的重要组成部分，在党和国家工作大局中具有不可替代的重要地位和作用。为加强党的历史和理论研究，统筹党史研究、文献编辑和著作编译资源力量，构建党的理论研究综合体系，促进党的理论研究和党的实践研究相结合，打造党的历史和理论研究高端平台，将中央党史研究室、中央文献研究室、中央编译局的职责整合，组建中央党史和文献研究院，作为党中央直属事业单位。中央党史和文献研究院对外保留中央编译局牌子。”“不再保留中央党史研究室、中央文献研究室、中央编译局。”
2018年9月21日，经中央编办国家事业单位登记管理局核准，正式设立中国共产党中央委员会党史和文献研究院。

## 机构设置
根据《中国共产党中央委员会党史和文献研究院职能配置、内设机构和人员编制规定》，中央党史和文献研究院设置下列机构，其中第一至第七研究部各部研究内容并未具体公开：

### 内设机构
- 办公厅
- 第一研究部
- 第二研究部
- 第三研究部
- 第四研究部
- 第五研究部
- 第六研究部
- 第七研究部
- 科研规划部
- 对外合作交流局
- 信息资料馆
- 人事局
- 机关党委
- 离退休干部局

### 直属事业单位
- 中央党史和文献研究院机关服务中心

### 直属企业单位
- 中央文献出版社
- 中共党史出版社
- 中央编译出版社

### 主管社会团体
- 中国中共文献研究会
- 中国毛泽东诗词研究会

## 学术期刊
- 中共党史类：《中共党史研究》[5]、《百年潮》（中共党史学会主办）[6][7]、《党的文献》（与中共中央档案馆合办）[8][9]
- 国外社科类：《国外理论动态》[10]、《马克思主义与现实》[11]、《当代世界与社会主义》（与中国国际共运史学会主办）[12]、《经济社会体制比较》[13][14]

## 历任领导
| 院长 - 冷溶（2018年3月－2019年4月） - 曲青山（2019年4月－） 副院长 - 曲青山（2018年3月－2019年4月，正部长级，分管日常工作） - 吴德刚（2018年3月－2020年1月） - 贾高建（2018年3月－2020年1月，兼中央编译局局长） - 孙业礼（2018年3月－2021年1月） - 陈扬勇（2018年3月－2019年） - 魏海生（2019年5月－2021年1月） - 王志民（2020年1月－2022年5月，正部长级） - 柴方国（2021年1月－？，兼中央编译局局长） - 黄一兵（2021年4月－） - 王全春（2022年1月－） - 孙东升（2023年7月－） - 季正聚（？－，兼中央编译局局长） | 院务委员会委员 院长、副院长是院务委员会当然成员 - 陈晋（副部长级，2018年3月－2019年） - 张树军（副部长级，2018年3月－2019年） - 张宏志（副部长级，2018年3月－2019年） - 冯俊（副部长级，2018年3月－2019年） - 魏海生（2018年3月－2020年1月） - 柴方国（2018年3月－2021年1月） - 徐永军（2018年3月－2021年2月） - 陈理（副部长级，2018年3月－2022年1月） - 季正聚（2018年3月－2019年4月） - 陈维义（2018年3月－2019年） - 王均伟（副部长级，2022年1月－） |